# Once Upon a Long Ago
 Once Upon a Long Ago (englisch für „Es war einmal vor langer Zeit“) ist ein Lied des britischen Musikers Paul McCartney, das 1987 als Single A-Seite veröffentlicht wurde. Komponiert wurde es von Paul McCartney.

## Hintergrund
Im März 1987 nahm Paul McCartney mit dem Produzenten Phil Ramone mehrere Lieder auf, verzichtete aber auf eine zeitnahe Veröffentlichung. Lediglich Once Upon a Long Ago und Back on My Feet sollten Ende des Jahres veröffentlicht werden. McCartney wollte Once Upon a Long Ago als Duett mit Freddie Mercury aufnehmen, der Queen-Sänger konnte aber nicht an den Aufnahmesessions teilnehmen. Laut Berichten wurde das Lied für den Film Die Braut des Prinzen aus dem Jahr 1987 geschrieben. McCartney reichte den Song und Beautiful Night ein, aber beide wurden von Regisseur Rob Reiner abgelehnt, stattdessen wurde Mark Knopfler mit der Fertigstellung des Soundtracks beauftragt.
In dem 2021er Buch The Lyrics: 1956 To The Present erinnert sich McCartney über die Inspiration zum Lied: „Im Zusammenhang mit diesem Song war für mich die Vorstellung, dass er gar nicht unbedingt etwas bedeuten muss, sehr befreiend. Ich kann mir eine Geschichte ausdenken. Es braucht verschwinden wenig, um mich in Gang und auf Touren zu bringen. ‘Picking up scales and broken chords’ bezieht sich wieder einmal darauf, warum ich nie Musikunterricht haben wollte, weil es da immer nur um ‚da-da-da-da-da-da, da-da-da-da-da‘" ging – eine Fingerübung nach der nächsten. Das konnte ich nicht ausstehen. Ich war zu Tode gelangweilt. Das hat mir das ganze Notenlesen vermiest. Mit den ‘puppy dog tails in the House of Lords’ deute ich an, dass es eine Bande Jungs durch das Oberhaus tollt, […]. Viele Bilder in dem Song beziehen sich auf meine Kindheit draußen auf den Feldern in der Nähe unserer Wohnsiedlung. Auf jeden Fall ‘Blowing balloons on a windy day’, wobei das Bild von ‘Desolate dunes with a lot to say’ auf Erinnerungen an Ausflüge ans Meer zurückgeht. ‘Playing guitars on an empty stage’: Ich habe eigentlich keine Versagensängste, nur in Träumen. […].“
Von Once Upon a Long Ago gibt es vier verschiedene Versionen. Die Albumversion (4:09) wurde, wie die beiden folgenden Versionen, von George Martin abgemischt. Die 7″-Vinyl-Single/CD-Version (4:12) beinhaltet ein anderes Ende des Liedes als die Albumversion. Die erste 12″-Vinyl-Single (4:34) wird als Long Version bezeichnet, während die zweite Maxi-Single (6:12) als Extended Version tituliert wurde und von Peter Henderson abgemischt wurde.
Once Upon a Long Ago war die erste Singleauskopplung aus dem Kompilationsalbum All the Best! und erreichte Platz 10 in den Charts in Großbritannien und Platz 13 in Deutschland. In den USA wurde die Single nicht veröffentlicht. Es war der 23. Top-Ten-Hit von Paul McCartney in Großbritannien. Als Solokünstler erreichte McCartney bisher nicht mehr die Top-Ten in Großbritannien (Stand Februar 2024).
Für das Lied Once Upon a Long Ago wurde ein Musikvideo unter der Regie von Paul McCartney and Mike Ross produziert. Die Dreharbeiten zu Once Upon a Long Ago begannen am 16. Oktober 1987, einen Tag nachdem ein Sturm über Großbritannien hinweggefegt war. Gedreht wurde im Valley of Rocks, in der Nähe von Lynton im Norden von Devon. Die Dreharbeiten dauerten zwei Tage. In dem Video sind Paul und Linda McCartney, der Saxophonist Stan Sulzmann, der Geiger Nigel Kennedy und der Schlagzeuger Chris Whitten sowie der Schauspieler Fred Evans zu sehen. Eine Leiter wurde aufgestellt, um McCartney den Zugang zum Gipfel des Castle Rock für eine Gitarren-Solo-Szene zu ermöglichen. McCartney entschied sich dafür, kein Sicherungsseil für die Szene zu verwenden, bat aber den Hubschrauber, der Filmaufnahmen von oben machte, nicht zu nahe zu fliegen. Die Bandszenen wurden am zweiten Tag gedreht, da Nigel Kennedy am ersten Tag nicht verfügbar war.

## Aufnahme

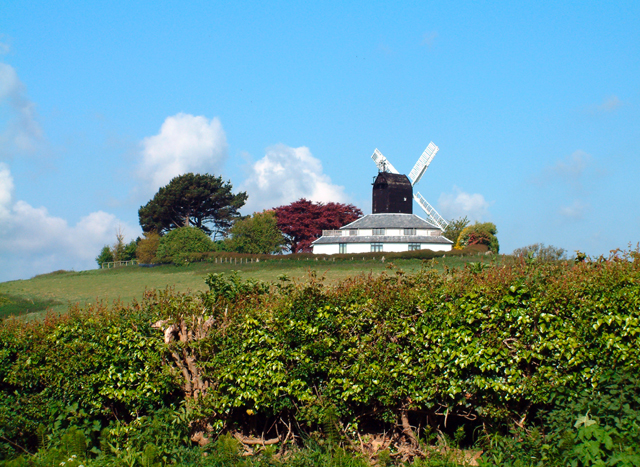
Im Hog Hill Mill Studio wurden die überwiegenden Aufnahmen eingespielt

Die Aufnahmesessions für Once Upon a Long Ago fanden am 11. und 12. März 1987 in McCartneys eigenem Hog Hill Mill Studio in Sussex statt, wobei Phil Ramone als Produzent fungiert. Die orchestralen Overdubs fanden am 1. Juli 1987 in den Abbey Road Studios in London statt.
Besetzung:
- Paul McCartney: Gesang, Akustische Gitarre, Bassgitarre, E-Gitarre, Klavier, Synthesizer
- Linda McCartney: Tamburin, Hintergrundgesang
- Tim Renwick: E-Gitarre
- Nick Glennie-Smith: Keyboard
- Adrian Brett: Flöte
- Nigel Kennedy: Violine
- Stan Sulzmann: Saxophon
- Henry Spinetti: Schlagzeug
- George Martin: Arrangeur, Abmischung
- Orchester: unbekannte Musiker

## Coverversionen
Es gibt acht Coverversionen von Once Upon a Long Ago.

## Veröffentlichung

Single Once Upon A Long Ago

- Am 2. November 1987 erschien das Kompilationsalbum All the Best!, auf dem sich Once Upon a Long Ago als einziges bisher unveröffentlichtes Lied befindet.
- Am 16. November 1987 erschien in Europa die Single Once Upon a Long Ago / Back on My Feet;[4] in den USA wurde auf die Veröffentlichung der Single verzichtet, sodass beide Lieder in den USA nicht erhältlich waren, da Once Upon a Long Ago auch nicht auf der US-amerikanischen Ausgabe von All the Best! enthalten ist. Die Abmischung der Single ist nicht mit der CD-Version identisch.
- Weiterhin wurden zwei 12″-Vinyl-Maxisingles mit folgenden Liedern veröffentlicht; die erste erschien ebenfalls am 16. November 1987: Once Upon a Long Ago (Long Version) / Back on My Feet / Midnight Special / Don’t Get Around Much More.[5] Die zweite Maxisingle wurde am 23. November 1987 veröffentlicht: Once Upon a Long Ago (Extended Version) / Back on My Feet / Lawdy Miss Clawdy / Kansas City.[6] Die Abmischung von der Long Version erfolgte von George Martin, während die Extended Version von Paul McCartney und Peter Henderson abgemischt worden ist.
- Erstmals erschien von Paul McCartney auch eine Single im CD-Format:[7] Once Upon a Long Ago (Single Version) / Back on My Feet / Lawdy Miss Clawdy / Kansas City; die Veröffentlichung erfolgte ebenfalls am 16. November 1987.
- Am 9. August 1993[8] wurde die CD Press to Play in einer von Peter Mew remasterten Version mit zwei weiteren Bonusstücken veröffentlicht. Einer der Bonusstücke ist Once Upon a Long Ago (Long Version).[9]
- Am 2. Dezember 2022 wurde die Singlebox The 7″ Singles Box veröffentlicht, die auch Once Upon a Long Ago enthält.